# زارنجي
زارنجي هي قرية في مقاطعة مياندوآب، إيران. يقدر عدد سكانها بـ 308 نسمة بحسب إحصاء 2016.